# هفت شهر عشق (فیلم)
هفت شهر عشق فیلمی به کارگردانی حمید مجتهدی و نویسندگی ابراهیم زمانی آشتیانی محصول سال ۱۳۴۶ است.

## خلاصه داستان
مرد جوانی که بسیار متمول هم هست علاقه‌مند به یک ستاره ی سینما می شود و برای جلب نظر او استودیویی را که مشغول کار در آنست یکجا می خرد و بعد جایش را با راننده ی خود عوض می کند و سرگرمیش را با به وجود آوردن یک گروه فیلمبرداری دنبال می کند. در همین زمان گروهی تبهکار به رهبری زنی هوسباز وارد ماجرا می شوند و این موقعی است که جوان متمول و ستاره ی سینما واقعاً به یکدیگر علاقه‌مند شده اند پس از یک سلسله ماجرا و فراز و نشیب ها، سرانجام مرد جوان متمول و ستاره ی سینما با یکدیگر ازدواج می کنند.

## بازیگران
- فروزان
- عبداله بوتیمار
- تقی ظهوری
- مارینا متر
- احمد قدکچیان
- عزت‌اله مقبلی
- یدالله محمدی‌نژاد
- رفیع حالتی
- حمیده خیرآبادی
- غلامحسین بهمنیار